# UNI.T
UNI.T (tiếng Hàn: 유니티) là một nhóm nhạc nữ thành lập thông qua chương trình thực tế sống còn The Unit của đài KBS. Nhóm gồm có 9 thành viên: Jiwon, Woohee, Yoonjo, ZN (tạm ngưng hoạt động), NC.A, Euijin, Yebin, Hyunjoo và Suji.. Nhóm đã ra mắt vào ngày 17 tháng 5 năm 2018. Album mini đầu tiên của nhóm, Line được phát hành vào ngày 18 tháng 5 năm 2018.
UNI.T là nhóm nhạc dự án và được dự kiến hoạt động trong khoảng 13 tháng, sau đó, các thành viên sẽ quay về công ty của họ.Nhưng cuối cùng thì thời gian hoạt động chỉ vỏn vẹn trong 6 tháng.

## Lịch sử

### Trước khi tham gia chương trình sống còn The Unit
The Unit ban đầu tuyển chọn những thí sinh đã từng ra mắt và đã phát hành ít nhất một album, nhưng sau đó chương trình đã đổi đối tượng thành tất cả mọi người đều có thể đăng kí, đồng thời cư dân mạng có thể giới thiệu những thí sinh tiềm năng cho đội ngũ sản xuất, sau đó chương trình sẽ tổ chức phỏng vấn, đánh giá năng lực và có thể tuyển chọn thí sinh đó. Chỉ sau hai ngày đã có hơn 350 đơn đăng kí, sau buổi tuyển chọn chương trình đã lựa chọn ra được 126 người, 63 nam và 63 nữ, chia thành 7 đội nam và 7 đội nữ, mỗi đội 9 người sẽ thực hiện các nhiệm vụ để cuối cùng lựa chọn ra một nhóm nhóm nhạc nam 9 thành viên và một nhóm nhạc nữ 9 thành viên. Hai nhóm nhạc sẽ hoạt động độc quyền trong vòng 7 tháng.
- Yang Ji-won được sinh ra tại Seoul, Hàn Quốc ngày 05 tháng 4 năm 1988. Sau trung học, cô đã học tại đại học Dongguk, ngành sân khấu và điện ảnh. Trước khi ra mắt, cô là thành viên của nhóm Five Girls thuộc Good Entertainment vào năm 2007. Do vấn đề tài chính, nhóm không bao giờ ra mắt.

Sau khi Good Entertainment bị giải tán, Jiwon được chuyển đến Core Contents Media và được đào tạo trong nhóm nhạc nữ T-ara trong năm 2009. Trước khi ra mắt, nhóm đã hát ca khúc "Good Person" làm nhạc nền cho bộ phim truyền hình "Cinderella Man". Tuy nhiên vào đầu tháng 6 năm 2009, cô đã xin rời khỏi nhóm với lý do khác biệt trong phong cách âm nhạc. Sau đó cô rời khỏi công ty trong năm 2010.
Năm 2011, cô chuyển đến B2M Entertainment và trở thành học viên. Ngày 08 tháng 2 năm 2012, cô chính thức ra mắt cùng nhóm nhạc Spica. Nhóm nhạc Spica đã tan rã vào tháng 5 năm 2017.. Trong tập chung kết của The Unit cô đúng thứ 6 chung cuộc và chính thức ra mắt cùng với UNI.T
- Yoonjo (tiếng Hàn Quốc: 신윤조; sinh ngày 14 tháng 12 năm 1992) là một idol, ca sĩ và diễn viên nhảy Hàn Quốc thường được biết đến với nghệ danh Yoonjo. Cô là cựu thành viên nhóm nhạc nữ Hello Venus[10].Trong tập chung kết của The Unit cô đúng thứ 4 chung cuộc và chính thức ra mắt cùng với UNI.T
- ZN là thành viên của nhóm Laboum, ra mắt vào tháng 8 năm 2014.[11].Trong tập chung kết của The Unit cô đúng thứ 8 chung cuộc và chính thức ra mắt cùng với UNI.T
- NC.A (Hangul: 임소은; sinh ngày 7 tháng 10 năm 1996), là một ca sĩ Hàn Quốc. Cô ra mắt vào tháng 8 năm 2013 với "My Student Teacher".[12].Vào tháng 10 năm 2017, NC.A đã tham gia chương trình thực tế sống còn của Hàn Quốc, The Unit. Trong tập cuối NC.A xếp thứ 3, do đó cô là một trong số chín thành viên của nhóm nhạc nữ tạm thời  'UNI.T' .[13]
- Yebin (예빈) là thành viên và cũng là giọng hát chính của nhóm nhạc nữ DIA.[14].Cô là một cựu học viên Ensoul Entertainment và được đào tạo với nhóm nhạc nữ dự án trước khi debut cùng DIA. Vào năm 2017, cô tham gia chương trình sống còn The Unit. Được coi là có nhân tố quyến rũ nhất trong suốt chương trình, cô đã giành được vị trí thứ 2 và trở thành một phần của UNI.T.
- Euijin ra mắt với tư cách là thành viên của Sonamoo vào tháng 12 năm 2014.Trong tập chung kết của The Unit cô đúng thứ 1 chung cuộc và chính thức ra mắt cùng với UNI.T.[15]. Cô cũng chính là center của nhóm
- Lee Su-ji ra mắt với tư cách là thành viên của The Ark vào tháng 4 năm 2015, nhóm sau này đã tan rã vào năm 2016 và cô ấy bắt đầu ra mắt với tư cách là thành viên của Real Girls Project vào tháng 8/ 2016.[12] Hiện giờ cô đang là một diễn viên
- 'Bae Woo-hee'  (sinh ngày 21 tháng 11 năm 1991), nghệ danh là  'Woohee' , là một ca sĩ, nhạc sĩ và diễn viên Hàn Quốc. Cô là cựu thành viên của nhóm nhạc nữ Hàn Quốc Dal Shabet và đứng thứ 7 trong chương trình The Unit, cô trở thành thành viên của nhóm nhạc nữ, UNI.T.Hiện tại cô cũng chính là trưởng nhóm.[16][17]
- Lee Hyun-joo (Hangul: 이현주) là nữ ca sĩ người Hàn Quốc, cô là cựu thành viên của nhóm nhạc thần tượng Hàn Quốc April.

### 2018: Chính thức ra mắt
UNI.T sẽ chính thức ra mắt vào ngày 17/5/2018.
Ngày 12/5 UNI.T đã trình diễn ca khúc  line, ca khúc chủ đề sẽ ra mắt vào ngày 18/5 ở Dream Concert. Nhóm đã thu hút nhiều sự chú ý từ cộng đồng mạng với phong cách cực sexy. Từ khóa UNI.T' lên top trend của Naver sau màn trình diễn ở Dream Concert

## Thành viên
| Nghệ danh | Nghệ danh | Tên khai sinh | Tên khai sinh | Tên khai sinh  | Tên khai sinh | Tên khai sinh    | Ngày sinh         | Nơi sinh                                 |
| Latinh    | Hangul    | Latinh        | Hangul        | Kana           | Hanja         | Hán-Việt         | Ngày sinh         | Nơi sinh                                 |
| --------- | --------- | ------------- | ------------- | -------------- | ------------- | ---------------- | ----------------- | ---------------------------------------- |
| Jiwon     | 지원      | Yang Ji-won   | 양지원        | ヤン・ジウォン | 楊知元        | Dương Tri Nguyên | 5 tháng 4, 1988   | Seoul, Hàn Quốc                          |
| Woohee    | 우희      | Bae Woo-hee   | 배우희        | ベオフイ       | 裵優熙        | Bùi Ưu Hy        | 21 tháng 11, 1991 | Busan, Hàn Quốc                          |
| Yoonjo    | 윤조      | Shin Yoon-jo  | 신윤조        | 新ユンジョ     | 愼胤祖        | Thận Dận Tổ      | 14 tháng 12, 1992 | Seoul, Hàn Quốc                          |
| ZN        | 지엔      | Bae Jin-ye    | 배진예        | ベジン例       | 裵津銳        | Bùi Tân Duệ      | 9 tháng 6, 1994   | Gogang-dong, Bucheon, Gyeonggi, Hàn Quốc |
| NC.A      | 엔씨아    | Im So-eun     | 임소은        | イムソウン     | 任昭垠        | Nhậm Chiêu Ngân  | 7 tháng 10, 1996  | Osan, Gyeonggi, Hàn Quốc                 |
| Euijin    | 의진      | Hong Eui-jin  | 홍의진        | 紅た           | 洪宜珍        | Hồng Nghi Trân   | 8 tháng 10, 1996  | Gwangju, Hàn Quốc                        |
| Yebin     | 예빈      | Baek Ye-bin   | 백예빈        | ベクイェビン   | 白豫彬        | Bạch Dự Bân      | 13 tháng 7, 1997  | Chuncheon, Gangwon, Hàn Quốc             |
| Hyunjoo   | 현주      | Lee Hyeon-joo | 이현주        | イ・ヒョンジュ | 李玹珠        | Lý Huyễn Châu    | 5 tháng 2, 1998   | Seoul, Hàn Quốc                          |
| Suji      | 수지      | Lee Soo-ji    | 이수지        | イスジ         | 李繡至        | Lý Tú Chí        | 20 tháng 3, 1998  | Busan, Hàn Quốc                          |

## Video âm nhạc
| Năm  | Ngày phát hành | Tên                        | Đạo diễn |
| ---- | -------------- | -------------------------- | -------- |
| 2017 | 20 tháng 1     | Cherry On Top (뮤직비디오) | _        |
| 2017 | 20 tháng 1     | Always (뮤직비디오)        | _        |
| 2018 | 18 tháng 5     | No More (넘어)             | _        |
| 2018 | 15 tháng 9     | Begin With The End         |          |
| 2018 | 18 tháng 9     | I Mean                     |          |